# 야마다 데이지
야마다 데이지(山田デイジー,4월12일-)는 만화가이며 교토출신으로 코단샤의 아동잡지 나카요시의 작가진의 일원으로 있다.
2004년〈좋으니까 생각하는 것〉(好きだからおもうこと)으로 나카요시에 데뷔하였다. 나카요시의 증간호인 나카요시 러블리에서 집중연재중. 현재는 의리사랑(ギリコイ)이 인기를 얻어, 이후 본지에서도 연재중이다.

## 작품

### 나카요시

#### 단편
- 캔디플라워 (キャンディ・フラワー)
- 사랑이, 시작돼요. (恋が、はじまる。)
- 토마토와 14세 (トマトと14歳)
- 눈의 꽃 (ゆきのはな)
- 새하얀 (まっしろ)
- 쁘띠토마토와 15세 (プチトマトと15歳)
- 크림소다의 여름 (クリームソーダの夏)
- 티아라 (ティアラ)
- 두 사람의 왕자님 (ふたりの王子)
- 하늘에 별 땅에는 꽃 너에게는 사랑을 (天に星　地には花　キミに愛を)
- 버찌의 겨울 (さくらんぼの冬)
- 의리사랑(ギリコイ)

#### 장편
- 이노센트 월드 (イノセント・ワールド)
- 보이 프렌드